# 음력 1월 14일
음력 1월 14일은 음력 1월의 14번째 날이다.

## 사건
- 1927년 - 신간회 창립.
- 1992년 - 서울특별시 송파구 올림픽체조경기장에서 열렸던 뉴 키즈 온 더 블록 내한 공연 도중 여고생 1명이 압사했다.

## 탄생
- 877년 - 고려 왕조 창건자 왕건.
- 1973년 - 
  - 대한민국의 가수 김원준.
  - 대한민국의 야구인 심성보.
  - 대한민국의 축구인 윤정환.
  - 대한민국의 성우 이현주.
- 1984년 - 대한민국의 배우 윤종훈.

## 같이 보기
- 음력 360일: 1월 2월 3월 4월 5월 6월 7월 8월 9월 10월 11월 12월
- 전날:1월 13일 다음날:1월 15일 - 전달:12월 14일 다음달:2월 14일
- 양력:1월 14일
- 음력, 윤달